# Sonneratia caseolaris
Sonneratia caseolaris är en fackelblomsväxtart som först beskrevs av Carl von Linné, och fick sitt nu gällande namn av A. Engler. Sonneratia caseolaris ingår i släktet Sonneratia och familjen fackelblomsväxter. Inga underarter finns listade i Catalogue of Life.

## Bildgalleri

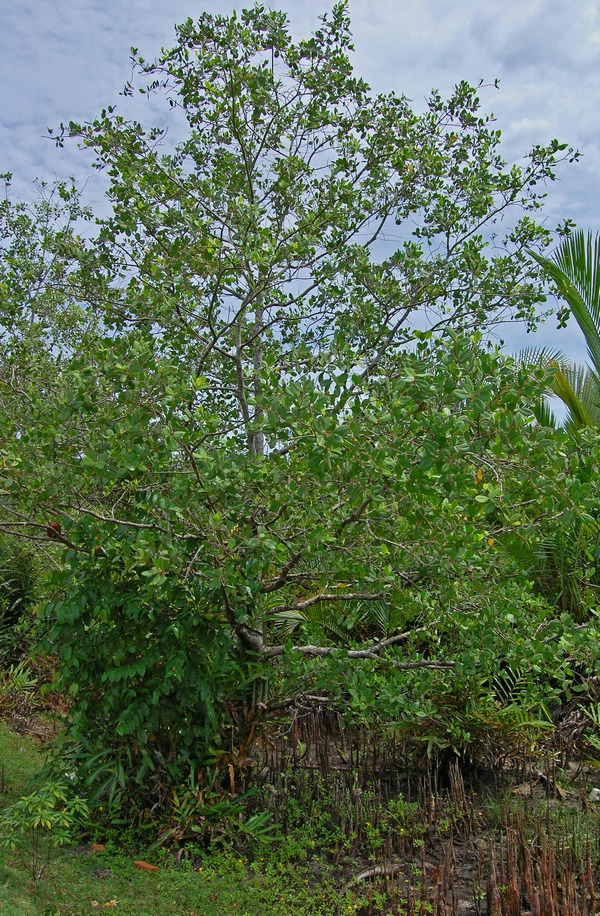
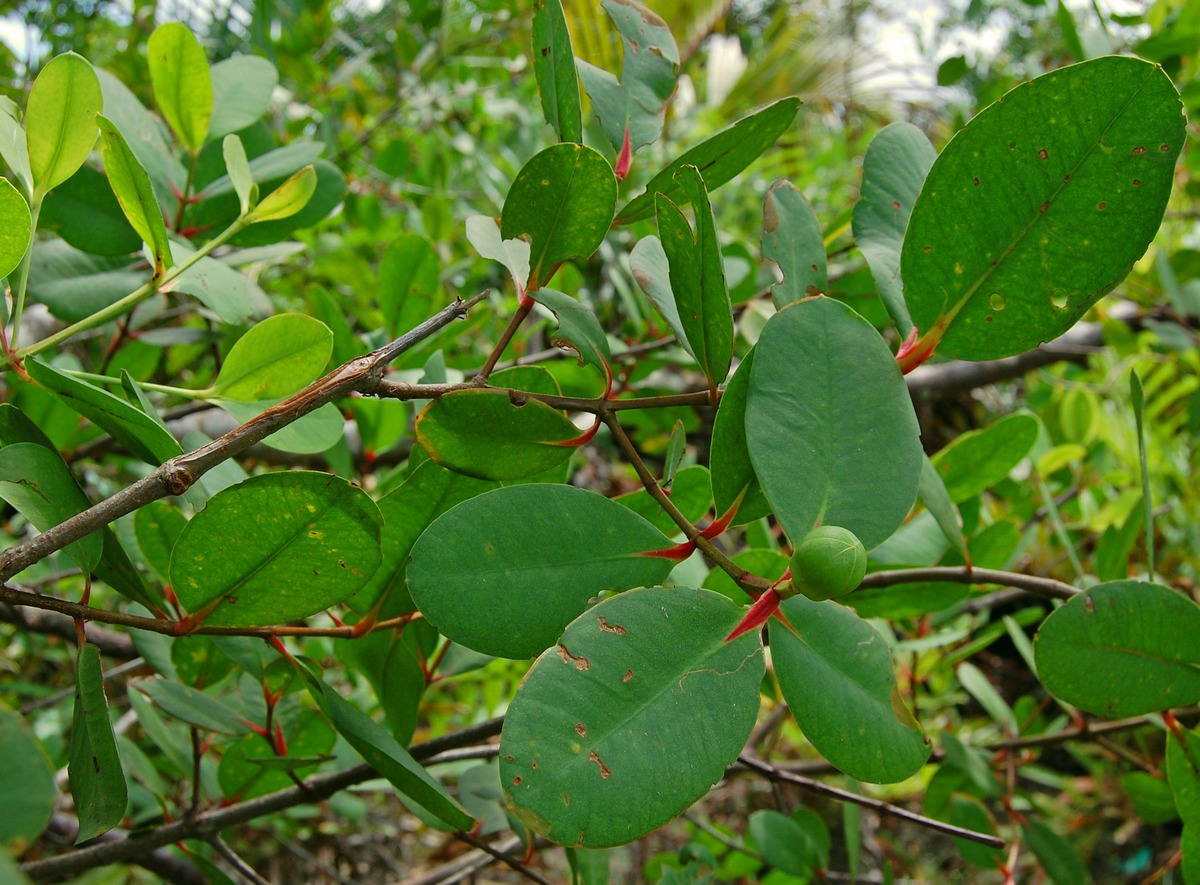
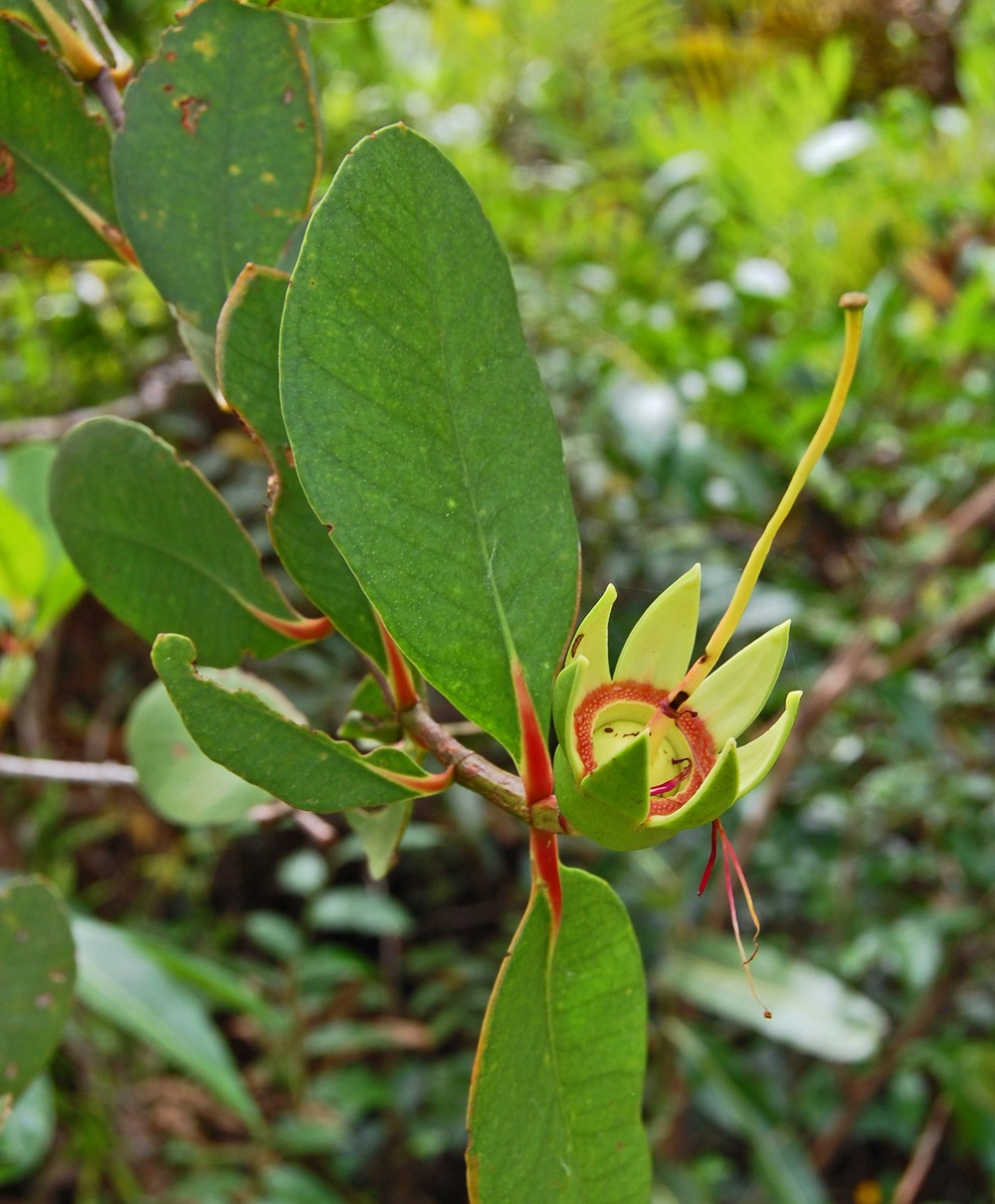
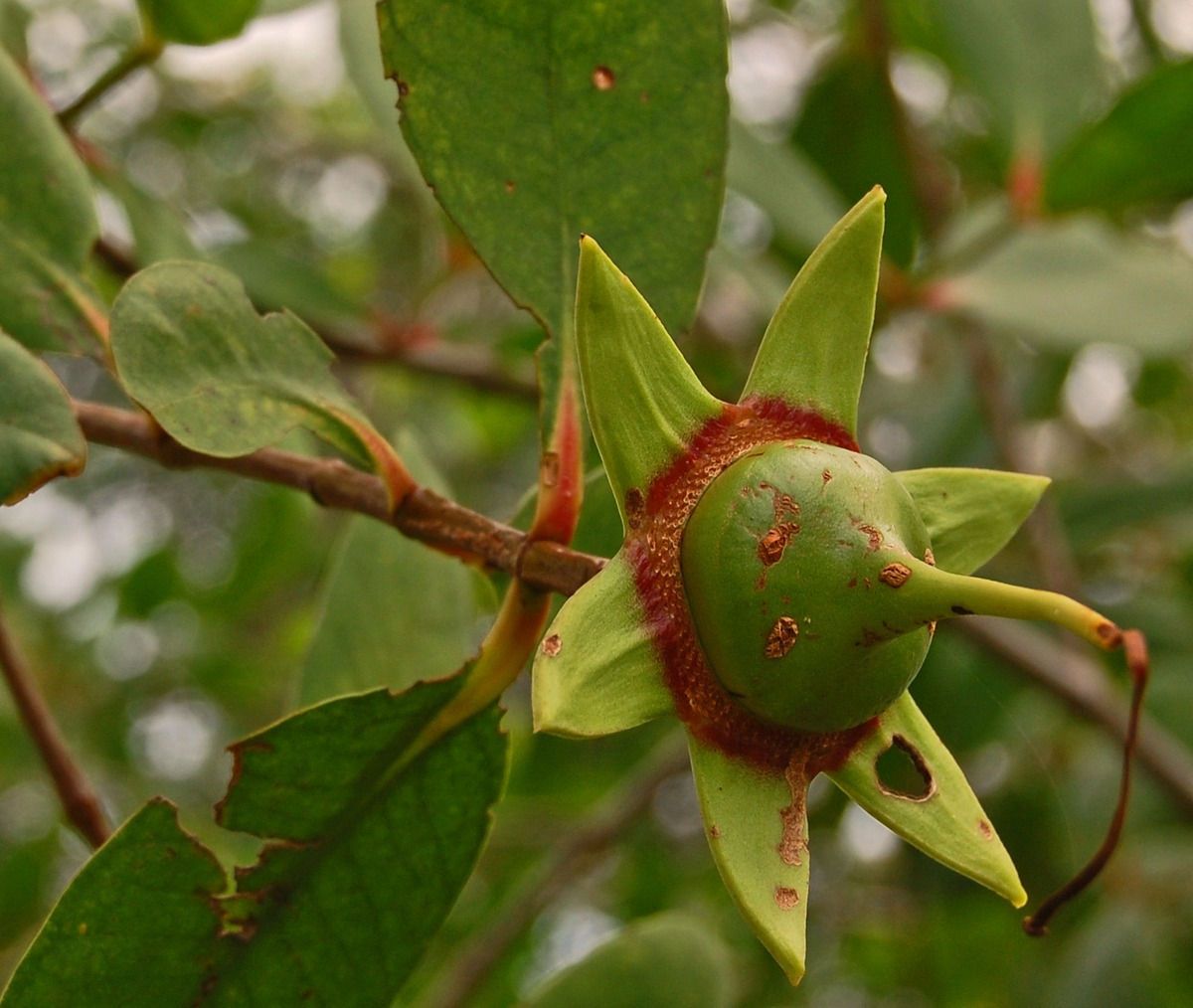
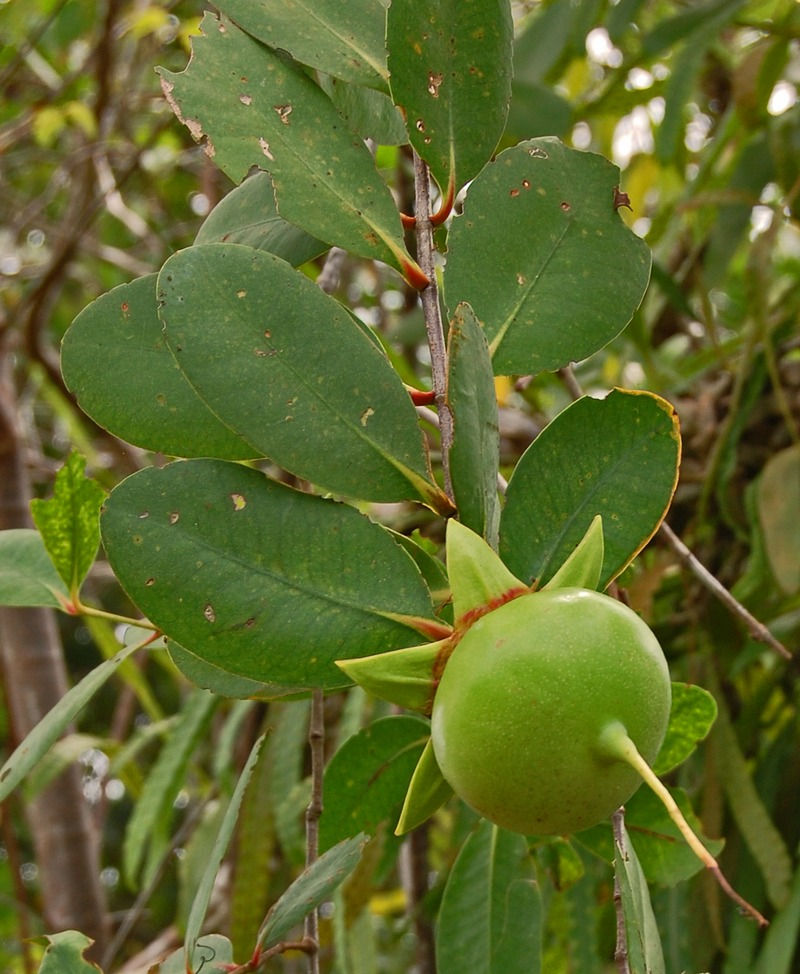
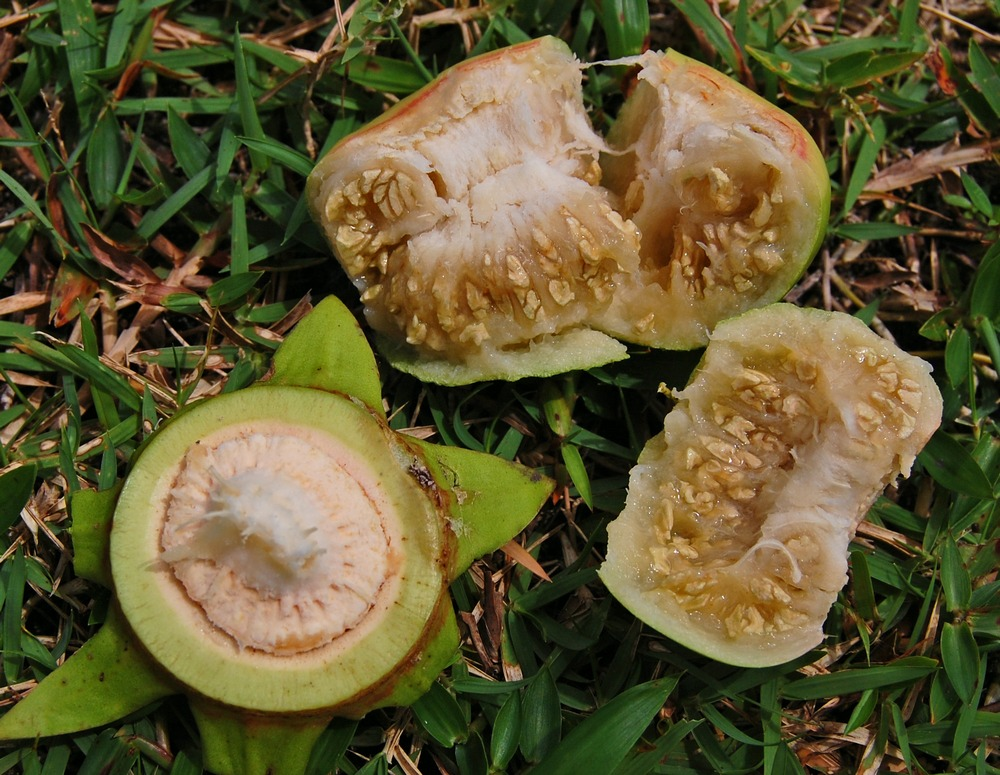